# Ireton
Ireton és una població dels Estats Units a l'estat d'Iowa. Segons el cens del 2000 tenia 585 habitants.

## Demografia
Segons el cens del 2000, Ireton tenia 585 habitants, 235 habitatges, i 172 famílies. La densitat de població era de 223,6 habitants/km².
Dels 235 habitatges en un 32,8% hi vivien nens de menys de 18 anys, en un 66% hi vivien parelles casades, en un 6,4% dones solteres, i en un 26,4% no eren unitats familiars. En el 25,1% dels habitatges hi vivien persones soles el 14,5% de les quals corresponia a persones de 65 anys o més que vivien soles. El nombre mitjà de persones vivint en cada habitatge era de 2,49 i el nombre mitjà de persones que vivien en cada família era de 2,97.
Per edats la població es repartia de la següent manera: un 25,3% tenia menys de 18 anys, un 8,5% entre 18 i 24, un 25% entre 25 i 44, un 20,7% de 45 a 60 i un 20,5% 65 anys o més.
L'edat mediana era de 39 anys. Per cada 100 dones de 18 o més anys hi havia 94,2 homes.
La renda mediana per habitatge era de 36.250 $ i la renda mediana per família de 44.063 $. Els homes tenien una renda mediana de 30.673 $ mentre que les dones 18.750 $. La renda per capita de la població era de 16.879 $. Entorn de l'1,7% de les famílies i l'1% de la població estaven per davall del llindar de pobresa.

## Poblacions més properes
El següent diagrama mostra les poblacions més properes.